# Provincie Ciudad Real
Ciudad Real je španělskou provincií v autonomním společenství Kastilie – La Mancha.
Má rozlohu 19 813 km². Počet obyvatel je přibližně 493 tisíc, z nichž asi 1/8 žije v hlavním městě Ciudad Real. Provincii tvoří celkem 100 obcí (municipios).

## Geografie
Provincie Ciudad Real leží v centru Španělska a hraničí na severu s provincií Toledo, na severovýchodě s provincií Cuenca, na východě s provincií Albacete, na jihu s provinciemi Córdoba a Jaén a na západě s provincií Badajoz.
Na severní hranici provincie leží vrchovina Montes de Toledo a na jihu pohoří Sierra Morena. Většina provincie náleží k Centrální mesetě. Největší část provincie náleží ke comarce La Mancha, která se dále člení na Campo de Calatrava a Campo de Montiel.
Nejdůležitější řekou provincie je Guadiana, která vzniká v lagunách Ruidery na východě provincie nejdůležitějšími přítoky v provincii jsou Cigüela, Záncara a Jabalón. Klima provincie je kontinentální se studenými zimami a velmi teplými léty.

### Vývoj populace
| rok  | počet obyvatel |
| ---- | -------------- |
| 2006 | 506 864        |
| 2009 | 527 273        |
| 2013 | 524 962        |

### Největší obce
Popsán stav k 1. lednu 2014.
- Ciudad Real – 74 960
- Puertollano – 50 608
- Tomelloso – 38 080
- Alcázar de San Juan – 31 650
- Valdepeñas – 30 705
- Manzanares – 18 924
- Daimiel – 18 647
- La Solana – 16 042
- Miguelturra – 14 967
- Campo de Criptana – 14 387
- Socuéllamos – 13 293
- Bolaños de Calatrava – 12 135
- Villarrubia de los Ojos – 10 738

## Infrastruktura a dopravní spojení
Provincií protíná dálnice A-4, spojující Madrid a Andalusii, od severu (Puerto Lápice) k jihu (Almuradiel, Despeñaperros). Vysokorychlostní vlaky AVE zastavují v Ciudad Real a v Puertollanu.

## Popis znaku provincie
Popis znaku je následující: Znak o devíti polích, čtyři v hlavě, jedno po každé straně (štítku) a tři v patě. 1) ve stříbře červený kříž Calatravského řádu, přeložený zlatým hradem (Daimiel); 2) ve stříbře červené "M" pod zlatou hradební korunou, provázeno dvěma pouty (?) a v hlavě třemi zel. stromy (Manzanares); 3) v modrém (?) zlatý hrad na zel. pažitu (Piedrabuena); 4) ve stříbře čv. kříž Calatravského řádu, přeložený zlatým hradem, provázený dvěma velmistrovskými (?) černými řetězy (Almagro); 5) ve stříbře kříž sv. Jakuba, provázený v pravé a v levé patě znakem Aragonska, v levé čtvrti kastilským a v levé patě leónským štítky vroubeny červenou nití (Villanueva de los Infantes); 6) čtvrceno a) Kastilie; b) León; c) ve stříbře čv. calatravský kříž a d) v červeném zkřížená sb. (?) kladívka; v patě sb. špice s granátovým jablkem svých barev. Oválný modrý štítek se třemi liliemi (Almadén); 7) čtvrceno, a) Kastilie; b) ve zlatě calatravský čv. kříž; c) ve stříbře kříž trinitářského řádu a d) ve stříbře tři soudky svých barev. Zlatý lem pole s černým nápisem "Muy Heroica Ciudad de Valdepeñas" (Valdepeñas); 8) v modrém zlatý hrad černě spárovaný, s červenými okny a branou nad zlatou terasou, vlevo rytíř na koni s kopím, hrad dobíjející. Naloženo na maltézský kříž (ve znaku, užívaném provinčním zastupitelstvem vše v purpurově-modře děleném poli - Alcázar de San Juan); 9) čtvrceno a) kříž Calatravského řádu ve zlatě; b) Kastilie) v modrém zelený strom na pažitu; a d) v modrém laguna mezi kopci svých barev (Almodóvar del Campo).
Srdeční štítek je modrý (fakticky užíván zlatý štítek) s obrazem korunovaného krále (otevřená koruna) s mečem a žezlem v rukách na zlatém trůně a purpurovém rouchu pod obloukem, obehnaného osmihrannou zlatou hradbou s věžemi (v popisu neuveden červený lem štítu o osmi kastelech, dnes provinčním zastupitelstvem nepoužívaný – Ciudad Real).
Současný znak provinční deputace nezaznamenal, že rozdělení na soudní okrsky již neodpovídá skutečnosti. Byly zrušeny comarky Almodóvar del Campo a Piedrabuena a byl vytvořen soudní okres Puertollano a Tomelloso, jejichž znaky nejsou v provinčním znaku zastoupeny. Kromě toho znaky již zcela neodpovídají ani verzím, používaným samotnými obcemi. Proto bylo vytvořeno několik návrhů znaku se snahou znak deputace co možná zjednodušit.